# Spindelsteklar
Spindelsteklar (Mutillidae) är en familj insekter inom ordningen steklar. Familjen är utbredd över stora delar av världen men den största artrikedomen finns i torra och varma områden. Spindelsteklar uppvisar stark könsdimorfism. Honorna är vinglösa och marklevande och liknar till utseendet mer eller mindre myror medan hanarna är bevingade. Familjens svenska trivialnamn kommer av honorna förr, särskilt av arten stor spindelstekel (Mutilla europaea), ansetts påminna om spindlar.

## Kännetecken
Spindelsteklar hör till överfamiljen Vespoidea och gruppen gaddsteklar. De vinglösa honorna har också på bakkroppen en gadd som de kan stickas med. Hanarna är bevingade och kan hos en del arter vara mycket större än honorna. Färgteckningen går ofta i svart och rött eller svart, rött och vitt, eller svart och gult. De myrliknande honorna har ofta kraftigt sklerotiserad hud och mellankroppen har sedd ovanifrån inga synliga segmentgränser. Kroppen är hårig och huvudet är ganska stort med små fasettögon.

## Levnadssätt
Spindelsteklar är boparasiter. Honorna lägger ägg i bon av andra steklar som gräver sina bon i marken. Larven äter efter kläckningen sig in i värdartens larver som till slut dör av angreppet. Därefter förpuppas spindelstekellarven och utvecklas till fullbildad individ och lämnar boet. Som imago finns markanta skillnader i utseende mellan hanar och honor, varav den mest påfallande är att honorna är vinglösa. Honorna lever därför på marken, medan hanarna kan flyga omkring. Om hanen är mycket större än honan händer det att han när han hittat en hona att para sig med bär med sig henne i flykten.
I Sverige förekommer stor spindelstekel (Mutilla europaea) och Smicromyrne rufipes. Stor spindelstekel är 10-16 millimeter och parasiterar på humlor. Arten S. rufipes är 3-7 millimeter och parasiterar på vägsteklar och grävsteklar.